# 包姆加滕施奈德山

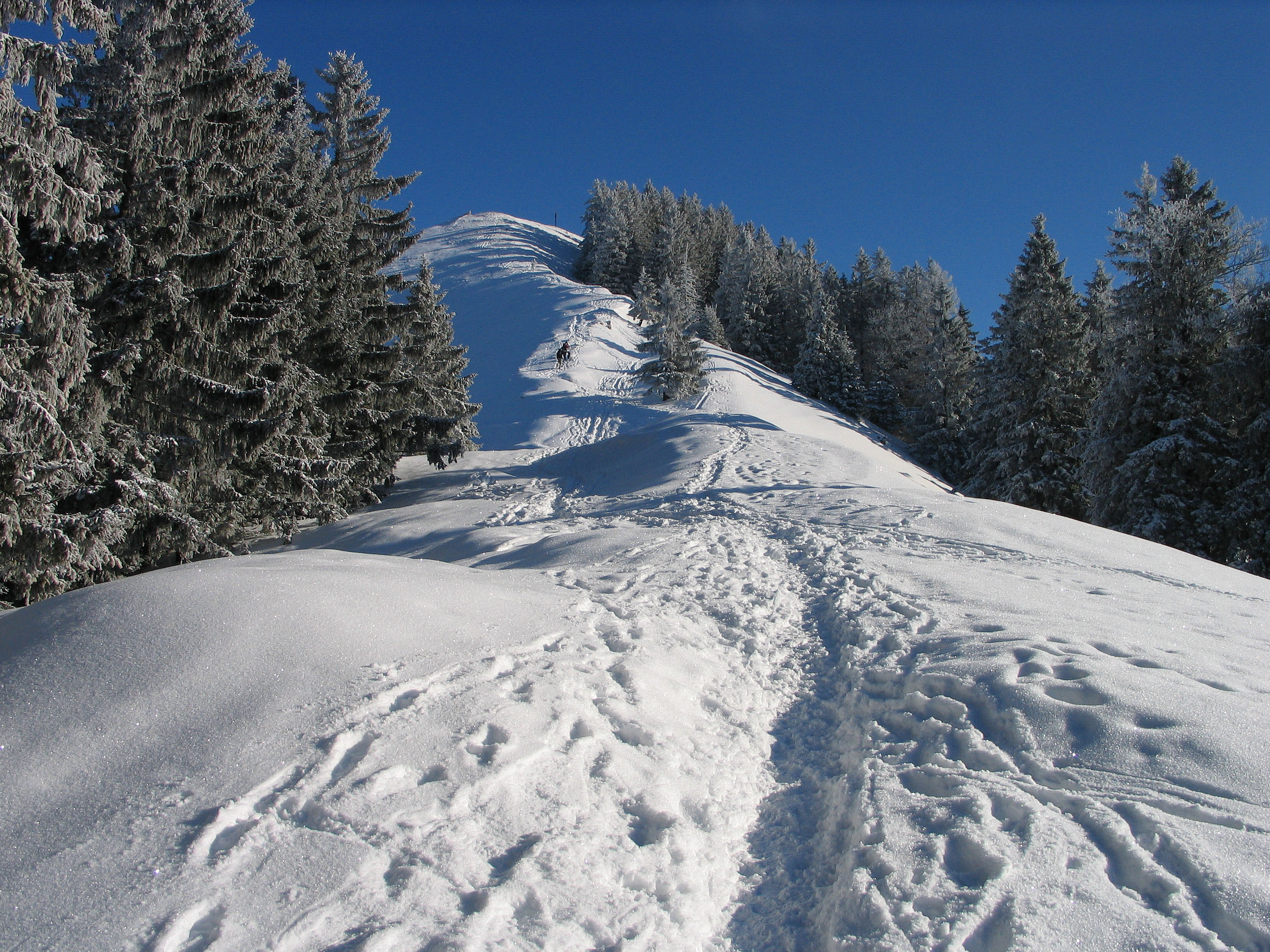

47°42′09″N 11°48′33″E / 47.7023739°N 11.8092674°E
包姆加滕施奈德山（德語：Baumgartenschneid），是德國的山峰，位於該國東南部，由巴伐利亞負責管轄，屬於巴伐利亞前阿爾卑斯山脈的一部分，距離賴訥山3.1公里，海拔高度1,448米，每年平均降雨量1,764毫米。